# 埃米莉·麦金纳尼
埃米莉·麦金纳尼（英語：Emily McInerny，1978年4月30日—），澳大利亚女子篮球运动员，场上位置是大前锋。她曾代表澳大利亚国家队参加2006年英联邦运动会篮球比赛，获得一枚金牌。